# Castelgerundo
Castelgerundo är en kommun i provinsen Lodi i regionen Lombardiet i Italien. Kommunen hade 1 498 invånare (2018).
Kommunen Castelgerundo bildades den 1 januari 2018 genom en sammanslagning av de tidigare kommunerna Camairago och Cavacurta.